# ساری‌قوپا
ساری‌قوپا (به قزاقی: Sarykopa) یک دریاچه در قزاقستان است که در حوضه تورگای واقع شده‌است.